# Ron Moody
Ron Moody; właśc. Ronald Moodnick (ur. 8 stycznia 1924 w Londynie, zm. 11 czerwca 2015 tamże) – brytyjski aktor.
W 1969 otrzymał swoją jedyną w karierze nominację do Oscara za pierwszoplanową rolę w filmowym musicalu Oliver! (1968), zrealizowanym przez Carola Reeda na podstawie powieści Oliver Twist autorstwa Charlesa Dickensa. Ta sama rola przyniosła mu nagrodę Złotego Globu w kategorii Najlepszy aktor w komedii lub musicalu.
Inną słynną aktorską kreacją Moody’ego jest postać Worobianinowa w komedii Mela Brooksa Dwanaście krzeseł (1970).
11 czerwca 2015 zmarł w londyńskim szpitalu, w wieku 91 lat.

## Filmografia
Filmy:
- Letnie wakacje (1963) jako Orlando
- Mysz na księżycu (1963) jako premier Rupert Mountjoy
- Morderstwo najgorszego sortu (1964) jako H. Driffold Cosgood
- Oliver! (1968) jako Fagin
- David Copperfield (1969) jako Uriasz Heep
- Dwanaście krzeseł (1970) jako Ippolit Worobianinow
- Dziwna sprawa końca cywilizacji (1977) jako dr Henry Gropinger
- Dominique (1978) jako dr Rogers
- Przypadkowa ekspedycja (1979) jako Merlin
- Gdy zło jest dobrem (1982) jako król Awad
- Wielka bitwa Asteriksa (1989) – Prolix (głos, brytyjski dubbing)
- Duch w Monte Carlo (1990) jako Alphonse
- Chłopak na dworze króla Artura (1995) jako Merlin
- Klucz do apokalipsy (2001) jako Isaac Newton

Seriale telewizyjne:
- Gunsmoke (1955-75) jako Noah Beal (gościnnie; 1973)
- Rewolwer i melonik (1961-69) jako Ponsonby-Hopkirk / prof. Jordan (gościnnie; 1966 i 1967)
- Babie lato (1973-2010) jako Willoughby (gościnnie; 1995)
- Starsky i Hutch (1975-79) jako Derek Stafford (gościnnie; 1976)
- Autostrada do nieba (1984-89) jako Arthur Krock Sr. / król Artur (gościnnie; 1984)
- Napisała: Morderstwo (1984-96) jako inspektor Henry Kyle (gościnnie; 1985)
- Zwierzęta z Zielonego Lasu (1992-95) jako Borsuk / pan Ropuch / Gwizdek / Bully / Spike / Rollo / pan Jeż / pan Nornik / pan Mysz Polna / Daniel (głos)
- Szpital Holby City (od 1999) jako Ted Morgan / Vincent Mancini (gościnnie; 2005 i 2012)
- Inspektor Eddie (2003-04) jako Ron Wiggensey (gościnnie)